# 苍溪站
苍溪站，位于中华人民共和国四川省广元市苍溪县陵江镇群丰村，是兰渝铁路上的火车站，于2015年12月30日启用营运，成都铁路局广元车务段管辖。

## 車站周邊
- 庙垭小学
- 苍溪县庙垭卫生院
- 兰海高速公路

## 歷史
- 2015年12月30日通车启用。[4]

## 外部連結
- 中国铁路客户服务中心（页面存档备份，存于）